# Żniwiarz (serial telewizyjny)
Żniwiarz (ang. The Reaper, 2007–2009) – amerykański serial komediowo-dramatyczny stworzony przez Tara Butters i Michele Fazekas, emitowany przez stację The CW.
Serial opowiada o przygodach Sama Olivera, którego rodzice podpisali kontrakt z diabłem. Musi on sprowadzać dusze, które uciekły z piekła.

## Fabuła
Sam Oliver mieszka wraz ze swymi rodzicami i bratem w Seattle. Zawsze zastanawiał się, dlaczego jego rodzice nie stawiali mu tak wysokich wymagań, jak jego młodszemu bratu, Keithowi. Sam porzuca college i rozpoczyna pracę w „Work Bench”, hipermarkecie z artykułami budowlanymi i wykończeniowymi. Pozostały czas spędza na obijaniu się, graniu w gry komputerowe i marzeniach o swojej koleżance z pracy Andy.
W swoje 21. urodziny Sam dowiaduje się od ojca, że wiele lat wcześniej, w zamian za uleczenie ze śmiertelnej choroby, jego rodzice zgodzili się odsprzedać duszę swego pierworodnego syna diabłu. Para postanawia, iż nigdy nie będzie mieć dzieci, jednakże szatan z pomocą przekupionego lekarza przekonuje ich, że są bezpłodni – wkrótce później rodzi się Sam.
Szatan wyjaśnia Samowi, że musi służyć mu jako łowca głów (lub „Żniwiarz”), tropiąc dusze, które uciekły z piekła i odsyłając je tam z powrotem z użyciem swych nowych zdolności i specjalnych, stworzonych w Piekle naczyń. Pojawiają się one w drewnianych skrzyniach i są tworzone specjalnie na potrzeby każdej misji. Początkowo Sam opiera się przed spełnieniem żądań Szatana, jednakże zmienia zdanie, gdy ten ostatni grozi, że w razie sprzeciwu zabierze duszę jego matki. Sam akceptuje swój los i z pomocą przyjaciół rozpoczyna nowe życie odnajdując złe dusze zbiegłe z miejsc swej wiecznej kary.

## Obsada
- Sam Oliver (Bret Harrison)
- Bert „Sock” Wysocki (Tyler Labine)
- Szatan (Ray Wise)
- Ben Gonzalez (Rick Gonzalez)
- Andi Prendergast (Missy Peregrym)

## Lista odcinków
Sezon 1
1. Pilot (25 września 2007)
2. Charged (2 października 2007)
3. All Mine (9 października 2007)
4. Magic (16 października 2007)
5. What About Blob (23 października 2007)
6. Leon (30 października 2007)
7. Love, Bullets and Blacktop (6 listopada 2007)
8. The Cop (13 listopada 2007)
9. Ashes to Ashes (27 listopada 2007)
10. Cash Out (4 grudnia 2007)
11. Hungry for Fame (13 marca 2008)
12. Unseen (20 marca 2008)
13. Acid Queen (27 marca 2008)
14. Rebellion (22 kwietnia 2008)
15. Coming to Grips (29 kwietnia 2008)
16. Greg, Schmeg (6 maja 2008)
17. The Leak (13 maja 2008)
18. Cancun (20 maja 2008)

Sezon 2
1. A New Hope (3 marca 2009)
2. Dirty Sexy Mongol (10 marca 2009)
3. The Sweet Science (17 marca 2009)
4. The Favorite (24 marca 2009)
5. I Want My Baby Back (31 marca 2009)
6. Underbelly (7 kwietnia 2009)
7. The Good Soil (14 kwietnia 2009)
8. The Home Stretch (21 kwietnia 2009)
9. No Reaper Left Behind (28 kwietnia 2009)
10. My Brother's Reaper (5 maja 2009)
11. To Sprong, With Love (12 maja 2009)
12. Business Casualty (19 maja 2009)
13. The Devil and Sam Oliver (26 maja 2009)

## Wersja polska
Wersja polska: na zlecenie telewizji AXN - Sun Studio Polska

Tekst: 
- Maria Frączak,
- Edyta Kutner

Czytał: Maciej Orłowski